# 십진시
| 11:51:07 UTC 2025년 7월 29일 기준 () | 11:51:07 UTC 2025년 7월 29일 기준 () | 11:51:07 UTC 2025년 7월 29일 기준 () |
| 형식                                 | 십진시                               | 시간대                               |
| ------------------------------------ | ------------------------------------ | ------------------------------------ |
| 프랑스식                             | 5h 0m 32s                            | 파리 표준시                          |
| 분수                                 | 0.49383 d                            | GMT/UTC                              |
| 스와치 .beats                        | @535                                 | BMT/CET                              |

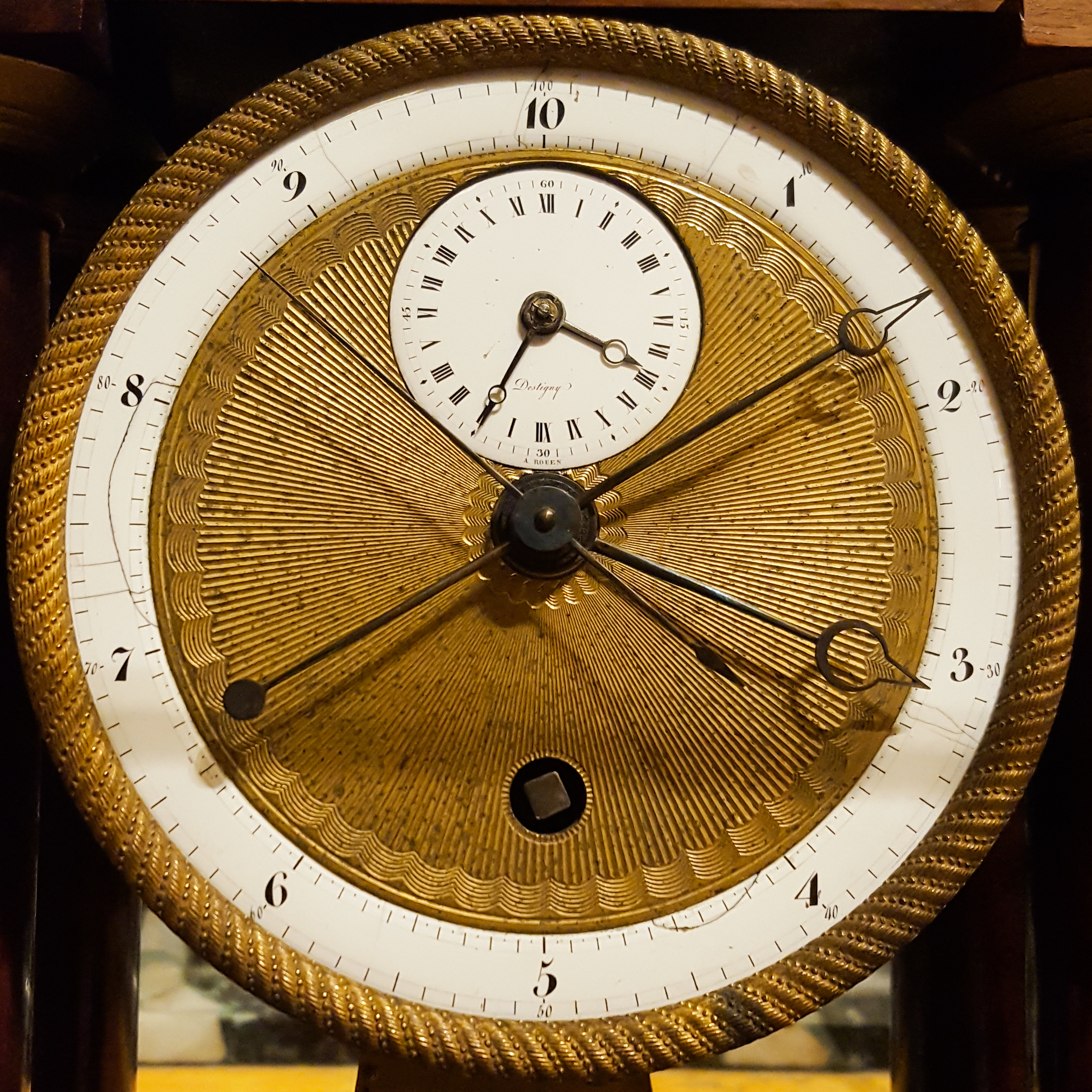
프랑스 혁명 당시의 프랑스 십진시계. 큰 다이얼은 십진법 하루의 열 시간을 아라비아 숫자로 보여주고, 작은 다이얼은 표준 24시간 하루의 두 12시간 기간을 로마 숫자로 보여준다.

십진시 또는 데시멀 타임(decimal time)은 십진법과 관련된 단위를 사용하여 하루의 시간을 나타내는 방식이다. 이 용어는 종종 프랑스 혁명 기간 중 1794년부터 1800년까지 프랑스에서 사용된 프랑스 혁명력의 시간 체계를 구체적으로 지칭하는 데 사용되는데, 이 체계는 하루를 10개의 십진시(十進時)로, 각 십진시를 100개의 십진분(十進分)으로, 각 십진분을 100개의 십진초(十進秒)로 (하루에 100,000 십진초) 나누었다. 이는 하루를 24 시간으로, 각 시간을 60 분으로, 각 분을 60 초로 (하루에 86,400 SI 초) 나누는 보다 익숙한 표준시와 대비된다.
십진시 체계의 주요 장점은 시간을 나누는 데 사용되는 기수가 시간을 나타내는 데 사용되는 기수와 같기 때문에 시, 분, 초의 표현을 통합된 값으로 처리할 수 있다는 점이다. 따라서 타임스탬프를 해석하고 변환하는 것이 더 간단해진다. 예를 들어, 1h23m45s는 1십진시, 23십진분, 45십진초이거나, 1.2345십진시, 123.45십진분 또는 12345십진초이다. 3시간은 300분 또는 30,000초이다.
이러한 속성은 타임스탬프를 분수일로 표현하는 것을 쉽게 해준다. 따라서 2025-07-29.54321은 해당 날짜 시작 후 5십진시, 43십진분, 21십진초로 해석될 수 있으며, 이는 그 날의 0.54321 (54.321%) 비율에 해당한다 (전통적인 13:00 직후). 또한 에포크를 사용하는 디지털 시간 표현에도 잘 적용되어, 내부 시간 표현을 계산과 사용자 표시 모두에 직접 사용할 수 있다.

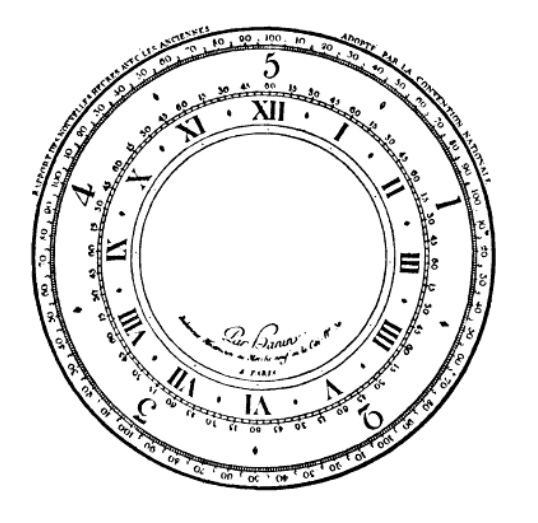
12시간제 시계를 십진시로 변환하기 위한 종이 다이얼. 한인이 혁명 공공 교육 위원회에 제출했다.

| 십진법 | 24시간제 | 12시간제   |
| ------ | -------- | ---------- |
| 0:00   | 00:00    | 12:00 a.m. |
| 1:00   | 02:24    | 2:24 a.m.  |
| 2:00   | 04:48    | 4:48 a.m.  |
| 3:00   | 07:12    | 7:12 a.m.  |
| 4:00   | 09:36    | 9:36 a.m.  |
| 5:00   | 12:00    | 12:00 p.m. |
| 6:00   | 14:24    | 2:24 p.m.  |
| 7:00   | 16:48    | 4:48 p.m.  |
| 8:00   | 19:12    | 7:12 p.m.  |
| 9:00   | 21:36    | 9:36 p.m.  |

## 역사

### 이집트
데칸은 고대 이집트 천문학에서 360도 황도를 10도씩 36부분으로 편리하게 나누기 위해 사용된 36개의 별자리 그룹(작은 별자리)이다. 새로운 데칸이 헬리아카적으로 10일마다(즉, 10일마다 새로운 데칸 별 그룹이 해가 뜨기 직전 동쪽 하늘에 다시 나타나며, 태양빛에 의해 가려진 기간을 거친 후) 나타나기 때문에, 고대 그리스인들은 이를 데카노이(δεκανοί; δεκανός dekanos의 복수형) 또는 "10의 단위"라고 불렀다. 연속적인 두 데칸의 출현 사이의 10일 기간은 데케이드(decade)이다. 태양력 기반의 365일을 구성하기 위해 36개의 데케이드(36 × 10 = 360일)와 5일이 추가되었다.

### 중국
십진시는 대부분의 중국 역사에서 십이진법 시간과 함께 사용되었다. 자정부터 자정까지의 하루는 기원전 1천년기부터 12개의 쌍시(중국어 간체자: 时辰, 정체자: 時辰, 병음: shí chén)와 10시/100각(중국어 정체자: 刻, 병음: kè)으로 나뉘었다. 하루당 각의 수는 세 가지 짧은 기간 동안 다르게 사용되었다: 기원전 5년부터 3년까지는 120각, 서기 507년부터 544년까지는 96각, 544년부터 565년까지는 108각. 약 50개의 중국 달력 중 일부는 각 각을 100분으로 나누었지만, 다른 일부는 각 각을 60분으로 나누었다. 1280년에 수시력(수시)은 각 분을 100묘로 세분하여 100각, 100분, 100묘의 완전한 십진시 체계를 만들었다. 중국의 십진시는 1645년에 예수회가 유럽 천문학을 바탕으로 중국에 들여온 시헌력이 12개의 쌍시와 함께 하루에 96각을 채택하면서 각 각이 정확히 4분의 1시간이 되면서 사용이 중단되었다.
경(更)은 북이나 징으로 알리는 시간 신호이다. 경(更)이라는 한자는 문자적으로 "교대" 또는 "파수"를 의미하며, 이러한 신호를 울리는 파수꾼의 교대에서 유래한다. 첫 경은 이론적으로는 해질녘에 시작되지만, 19:12로 표준화되었다. 각 경 사이의 시간은 하루의 1/10이며, 따라서 경은 2.4시간(2시간 24분) 길이이다. 10분할 체계로서 경은 10 천간과 밀접하게 연관되어 있으며, 특히 중국 문학에서 밤 동안 천간이 경을 세는 데 사용되기 때문이다.
청동기 시대의 하 왕조 초기부터 날짜는 순(旬)으로 알려진 10일 주(週)로 묶였다. 달은 세 순으로 구성되었다. 처음 10일은 상순(上旬), 중간 10일은 중순(中旬), 마지막 9일 또는 10일은 하순(下旬)이었다. 일본은 이 패턴을 채택하여 10일 주를 준(旬)이라고 불렀다. 한국에서는 순(旬)이라고 불렸다.

### 프랑스

#### 혁명 이전

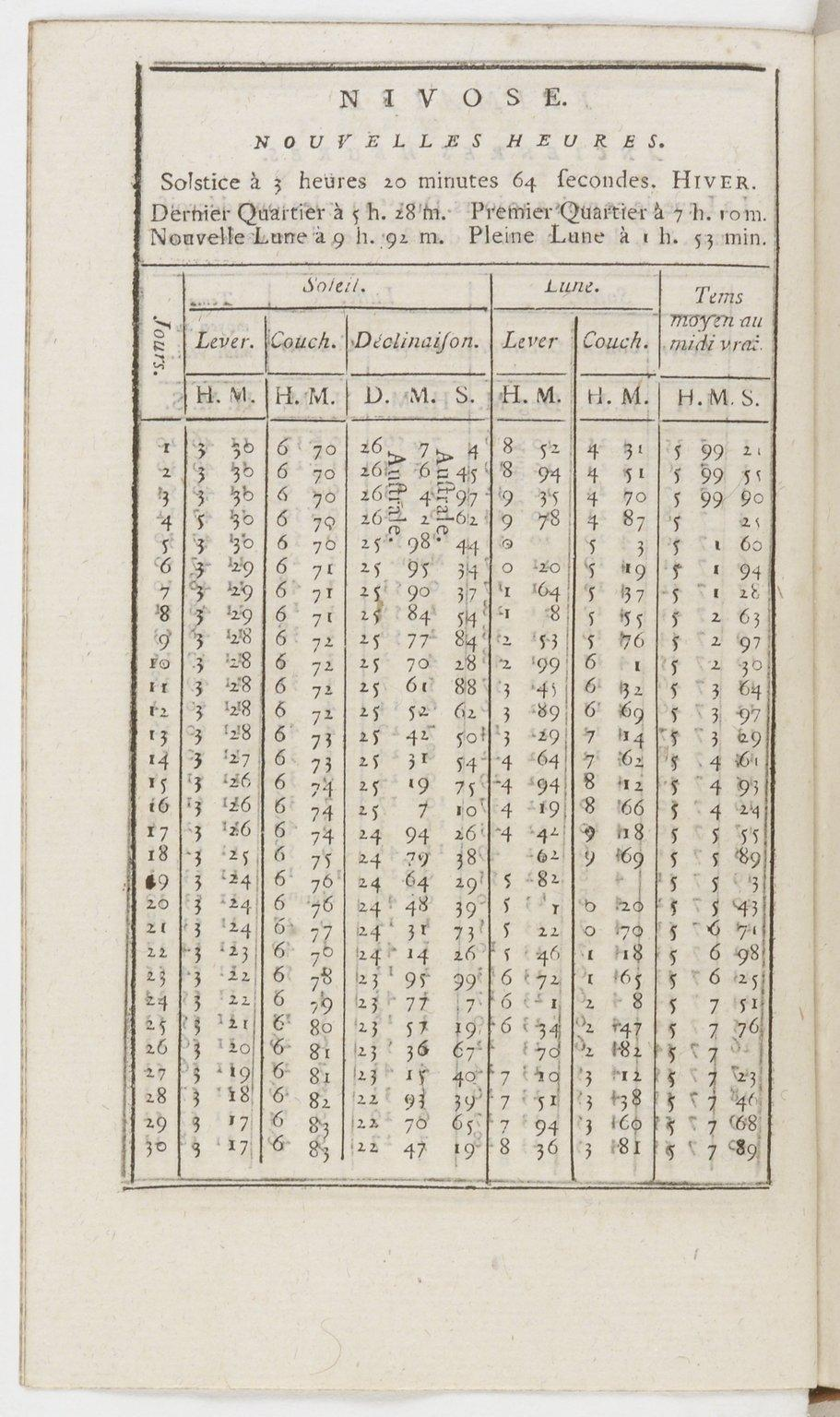
프랑스 국가 연감의 천문표에 십진시가 사용되었다.

1754년, 장 르 롱 달랑베르는 《백과전서》에서 다음과 같이 썼다.
리브르, 수, 투아즈, 일, 시간 등 모든 분할이 십진법으로 이루어지는 것이 매우 바람직할 것입니다. 이러한 분할은 훨씬 더 쉽고 편리한 계산을 가능하게 할 것이며, 20수에 한 리브르, 12드니에에 한 수, 24시간에 하루, 60분에 한 시간 등으로 이루어진 자의적인 분할보다 훨씬 더 선호될 것입니다.
1788년, 클로드 보니파스 콜리뇽은 하루를 10시간 또는 1,000분으로, 각 새로운 시간을 100분으로, 각 새로운 분을 1,000초로, 각 새로운 초를 1,000티에르스(옛 프랑스어에서 "3분의 1")로 나누는 것을 제안했다. 명암 경계선이 적도에서 한 티에르스 동안 이동하는 거리는 지구 원둘레의 10억분의 1이 될 것이며, 이는 잠정적으로 "반 손너비"라고 불리는 새로운 길이 단위로, 현대 센티미터 4개에 해당한다. 또한, 새로운 티에르스는 1,000개의 카티에르스로 나뉘며, 이를 그는 "미세한 시간 점"이라고 불렀다. 그는 또한 10일 주와 1년을 10개의 "태양 월"로 나누는 것을 제안했다.

#### 프랑스 공화국
십진시는 프랑스 혁명 기간에 공식적으로 도입되었다. 장샤를 드 보르다는 1792년 11월 5일에 십진시를 제안했다. 국민공회는 1793년 10월 5일에 법령을 발표했으며, 밑줄 친 단어들은 1793년 11월 24일(공화력 2년 4 프리메르)에 추가되었다.
VIII. 각 달은 각각 10일씩 세 개의 동일한 부분으로 나뉘며, 이를 데카드(décades)라고 부른다...
XI. 자정부터 자정까지의 하루는 10개의 부분 또는 시간으로 나뉘며, 각 부분은 다시 10개로 나뉘며, 측정 가능한 가장 작은 시간 단위까지 계속된다. 시간의 100분의 1은 십진분이라 불리며, 분의 100분의 1은 십진초라 불린다. 이 조항은 공화력 3년 1방데미에르(1794년 9월 22일)부터 공공 기록에 의무화된다. (원문 강조)
그리하여 자정은 딕스 외르("10시")라 불렸고, 정오는 생크 외르("5시") 등으로 불렸다.

#### 표현

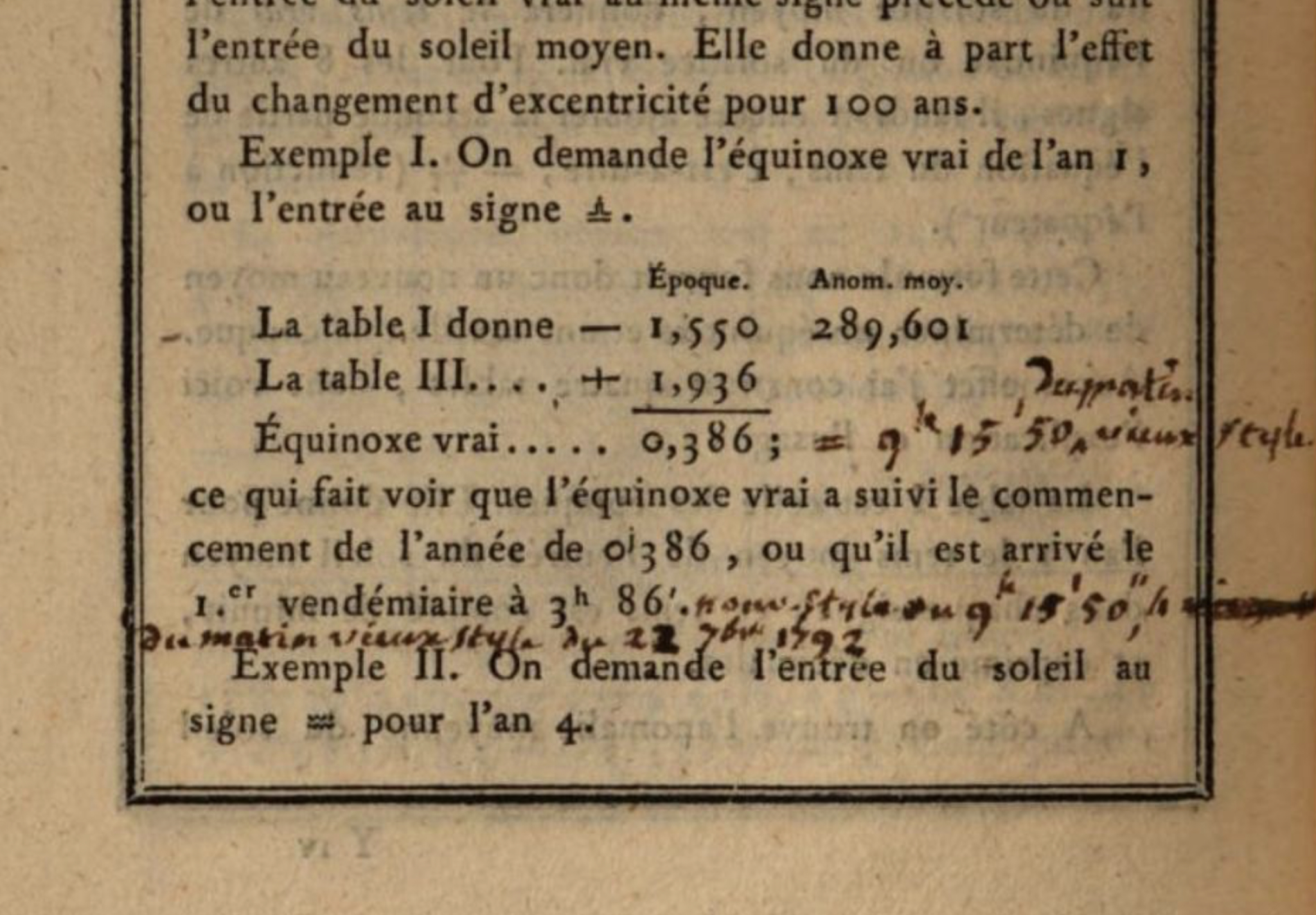
델랑브르가 표현한 3시간 86분 십진시의 3가지 다른 표현 (오전 9시 15분 50초)

콜론(:)은 아직 표준 시간의 단위 구분자로 사용되지 않았으며, 십진법이 아닌 기수에서 사용된다. 프랑스어의 소수점은 쉼표(,)인 반면, 영어에서는 마침표(.) 또는 "점"이 사용된다. 단위는 전체를 쓰거나 약어로 표시되었다. 따라서 5시간 83분 십진시는 5 h. 83 m.으로 쓰일 수 있었다. 오늘날에도 프랑스에서는 14h00처럼 24시간제에서 시와 분을 구분하는 데 콜론 대신 "h"를 흔히 사용한다. 자정은 공무 기록에서 "10시간"으로 표시되었다. 자정과 첫 십진시 사이의 시간은 시를 생략하고 쓰였는데, 따라서 오전 1시, 또는 0.41십진시는 "4데시메" 또는 "41분"으로 쓰였다. 오전 2시(0.8333)는 "8데시메", "83분", 또는 "83분 33초"로 쓰였다.
십이진시와 마찬가지로 십진시는 평균시가 아닌 진태양시에 따라 표현되었는데, 정오는 태양이 지역적으로 가장 높은 지점에 도달했을 때로 표시되었고, 이는 지역과 연중 변화하였다.
"프랑스 달력의 윤년을 찾는 방법"에서 장바티스트조제프 델랑브르는 동일한 십진시를 세 가지 다른 방식으로 표현했다.
- 0,386 (쉼표는 프랑스어에서 소수점 기호)
- 0j386 ("j"는 프랑스어로 하루를 의미하는 jour의 약자)
- 3h 86' (아포스트로피는 분을 의미)

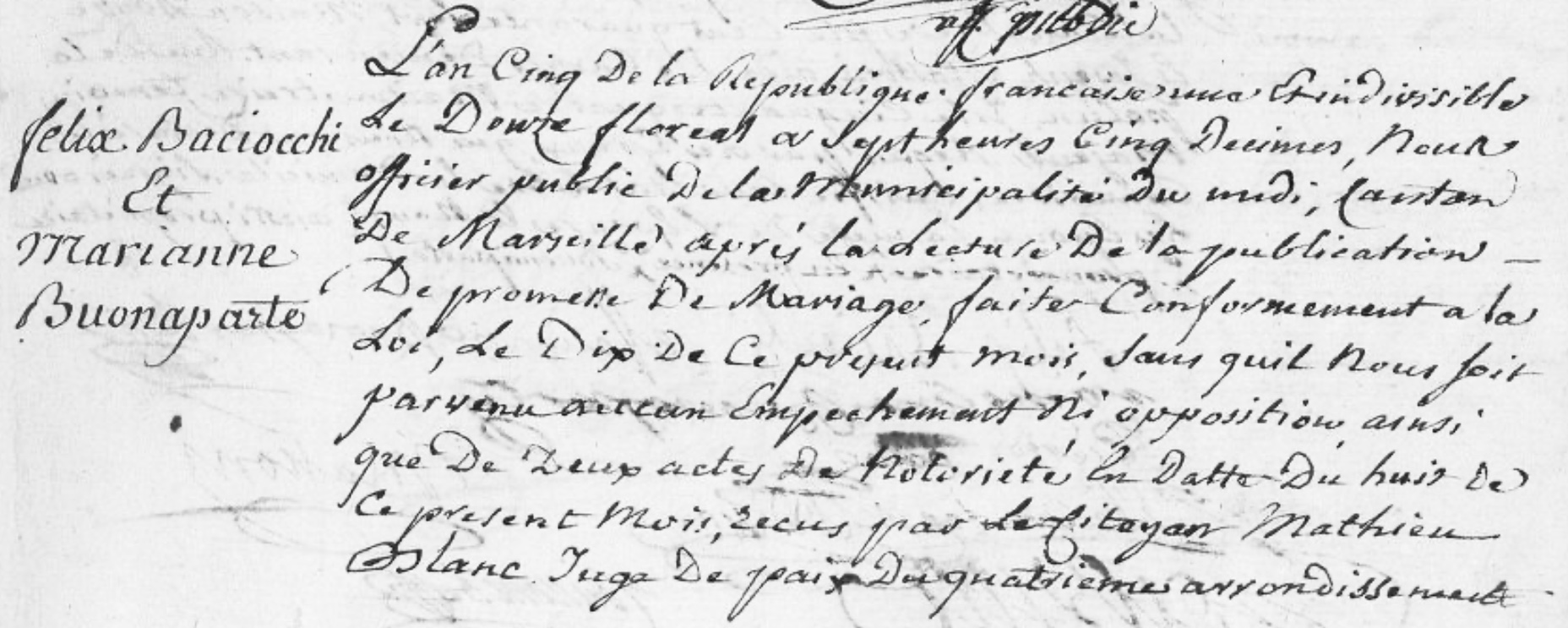
나폴레옹의 여동생 결혼 증명서, 공화력 5년 플로레알 12일 "아 셉트 외르 생크 데시메" (1797년 5월 1일 오후 6시)로 날짜가 표시되어 있다.

때때로 공식 기록에서는 십진시를 분 대신 10분의 1, 즉 데시메(décimes)로 나누었다. 1데시메는 10십진분과 같으며, 이는 표준 시간으로 대략 4분의 1시간(15분)과 같다. 십진초의 100분의 1은 십진 티에르스였다.

#### 사용
비록 시계와 휴대용 시계가 1부터 24까지의 숫자로 표준 시간을, 1부터 10까지의 숫자로 십진시를 모두 보여주는 얼굴로 제작되었지만, 십진시는 결코 대중화되지 않았다. 공화력 3년의 시작인 1794년 9월 22일까지는 공공 기록에 사용되지 않았고, 의무적인 사용은 1795년 4월 7일(공화력 3년 18 제르미날)에 중단되었다. 그럼에도 불구하고, 마르세유와 툴루즈를 포함한 많은 도시에서 십진시가 사용되었는데, 툴루즈에서는 카피톨 전면에 시침만 있는 십진시계가 5년 동안 걸려 있었다. 일부 지역에서는 십진시가 공화력 8년 말(1800년 9월)까지 출생, 결혼, 사망 증명서를 기록하는 데 사용되었다. 파리 튀일리궁의 네 개의 시계판 중 두 개는 적어도 1801년까지 십진시를 표시했다. 수학자이자 천문학자인 피에르시몽 드 라플라스 후작은 자신을 위해 십진시계를 만들었고, 그의 저서에서 분수일 형태로 십진시를 사용했다.
십진시는 혁명기 프랑스에서 십진법화를 위한 더 큰 시도의 일부였다 (이는 통화의 십진법화 및 미터법 도입도 포함). 그리고 프랑스 혁명력의 일부로 도입되었는데, 이는 하루를 십진법으로 나누는 것 외에도 한 달을 각각 10일씩 세 개의 데카드(décades)로 나누었다. 이 달력은 1805년 말에 폐지되었다. 각 연도의 시작은 가을 춘분 날에 따라 결정되었으며, 이는 파리 천문대에서의 진태양시 또는 겉보기 태양시와 관련이 있었다.

#### 미터법
새로운 미터법을 설계할 때, 다양한 기수의 모든 단위를 소수의 표준 십진 단위로 대체하는 것이 목표였다. 여기에는 길이, 무게, 면적, 액체 용량, 부피, 돈의 단위가 포함되었다. 처음에는 1/86400일과 같은 전통적인 시간의 초를 미터법의 기준으로 제안했지만, 1791년에는 미터를 지구 측정의 십진법 분할에 기반하도록 변경되었다. 1793년에 발표된 미터법의 초기 초안에는 공화력 달력과 함께 하루의 새로운 십진법 분할이 포함되었으며, 동일한 개인이 두 프로젝트에 모두 참여했다.
1794년 3월 28일, 조제프루이 라그랑주는 공화국 도량형 위원회에 하루를 10데시일과 100센티일로 나누는 것을 제안했다. 이는 자정부터 14분 24초 간격으로 두 자리 숫자로 함께 표현될 것이며, 이는 거의 4분의 1시간이다. 이것은 시계의 한 바늘로 표시될 것이다. 다른 바늘은 센티일의 100분할을 표시할 것이며, 이는 하루의 1/10,000, 또는 8.64초이다. 더 작은 다이얼의 세 번째 바늘은 이를 다시 10으로 나눌 것이며, 이는 하루의 1/100,000, 또는 864밀리초이며, 전체 초보다 약간 짧다. 그는 하루의 시간을 나타내기 위해 데시일과 센티일을 함께 사용하는 것을 제안했으며, 예를 들어 "4와 5", "4/5" 또는 단순히 "45"와 같이 표현한다.
파리의 생트주느비에브 도서관의 장마리 비알롱은 이에 반대했는데, 십진시(2.4 구시)가 너무 길고 100센티일이 너무 많다고 생각했다. 그는 하루를 두 부분으로 나누어 각 부분을 10개의 새로운 시간으로, 총 하루에 20시간이 되도록 제안했으며, 시계 다이얼의 숫자를 단순히 12에서 10으로 바꾸는 것만으로도 농촌 사람들에게 충분할 것이라고 생각했다. 다른 사람들을 위해 그는 십진시당 50십진분, 각 십진분당 100십진초를 제안했다. 따라서 그의 새로운 시, 분, 초는 이전 단위와 더 유사할 것이다.
C.A. 프리에(코트도르 출신)는 공화력 3년 방토즈 11일(1795년 3월 1일)에 국민공회에서 다음을 낭독했다.
1) 거의 모든 국민에게 뚜렷한 이점을 제공하지 않으므로, 유용하지만 새로운 측정 체계와 십진법 방식에 불리함을 줄 뿐이다.
2) 시간의 집계가 상업적 목적이나 경찰 규제에 속하지 않으므로, 엄청난 습관의 힘으로 인해 기존의 사용이 유지될 것이다.
3) 이러한 습관은 혼란에 대한 두려움으로 인해 더욱 확고해질 것이다. 이를 방지하기 위해서는 아직 제시되지 않았으며, 특히 글을 쓰지 않고 계산하지 않으며 일반적인 의견에 기반한 일상적인 관행으로만 시간을 평가하는 많은 사람들에게 공통 언어로 도입하기 매우 어려운 새로운 이름을 사용해야 할 것이다.
4) 시계 교체 비용은 엄청날 것이다.
5) 마지막으로, 시민들과 시계 제조공들은 어떤 이들은 시계를 바꾸는 데, 다른 이들은 이미 만들어진 시계를 판매할 수 없게 되는 데 무한히 실망할 것이다. 이 진실은 최근 시계 제작 운동에 대한 법령에 따라 진행된 대회 결과로 얻어진 것이다.
그러나 하루의 십진 분할이 엄격한 조건이 아니라고 요구함으로써, 그것이 이점을 가지는 여러 상황이 있다는 점에 대해서는 이견이 없다. 우리는 해군 서비스의 여러 대상에서, 천문학적 또는 삼각법적 계산에서, 그리고 섬세한 실험에서 시간의 십진 분할이 더 편리하다는 것을 알고 있다. 따라서 사용이 더 일반적으로 확산될 때까지, 즉 저절로 점진적으로 일어날 때까지는 이러한 경우에 이를 유보하는 것이 좋을 것이다.
따라서 미터법을 확립한 공화력 3년 제르미날 18일(1795년 4월 7일) 법률은 시간의 미터법 단위를 포함하는 대신 십진시의 의무적 사용을 폐지했지만, 일부 지역에서는 몇 년 동안 계속 사용되었다. 예상대로, 이는 천문학자들에게 유용한 것으로 빠르게 판명되었으며, 그들은 여전히 이를 분수일 형태로 사용하고 있다.
카를 프리드리히 가우스는 1832년에 천체력 초를 시간 간격의 미터법 기본 단위로 권고했으며, 이는 결국 국제단위계에서 원자초가 되었다. 그러나 더 긴 시간 간격에 대해서는 기존의 비십진 단위가 사용 승인되었다.

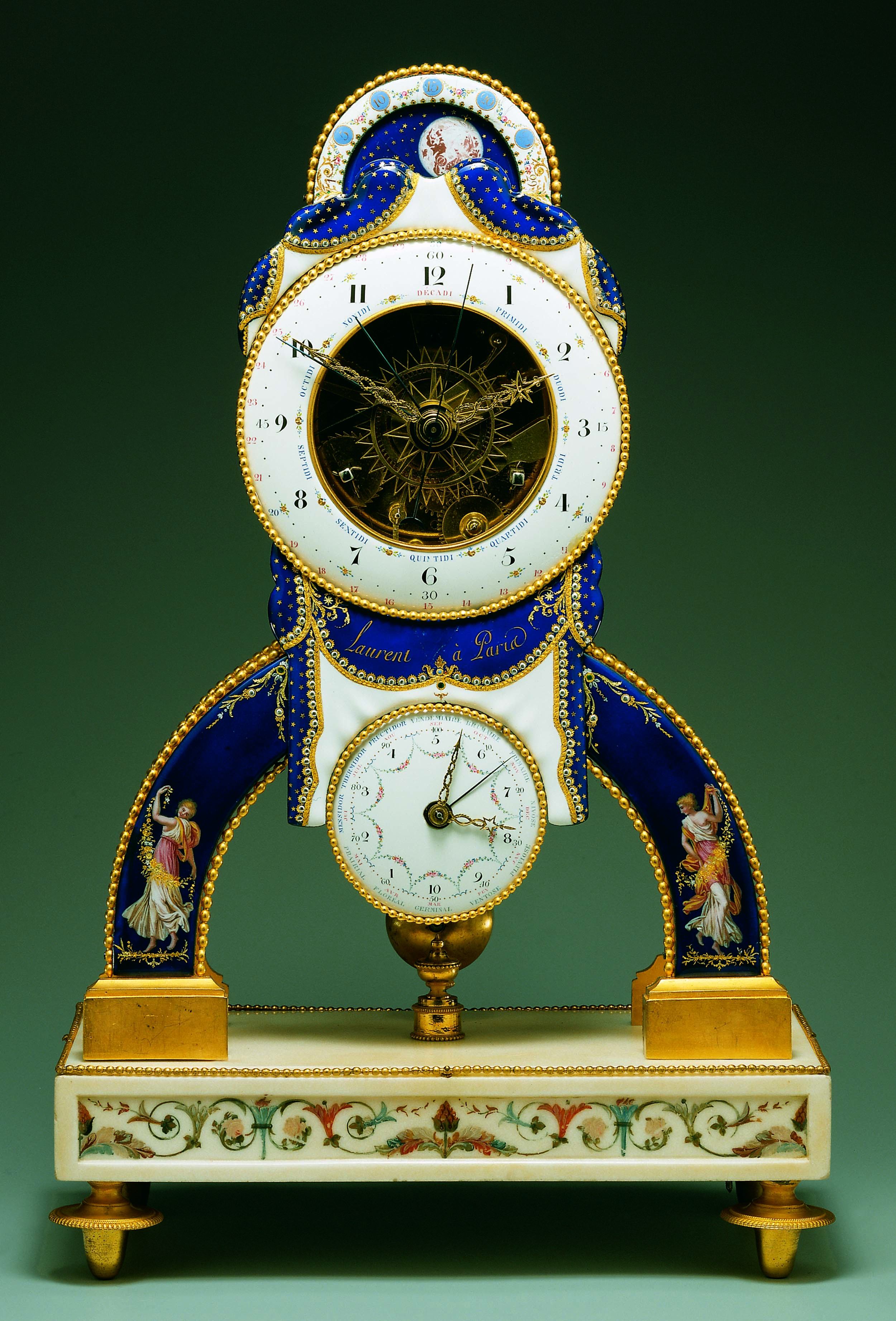
프랑스 시계. 12시간제 (상단)와 십진시 (하단)의 시계면을 가지고 있다. 1793-94년.

#### 이후의 제안들
1884년 국제 자오선 회의에서 프랑스 대표단이 다음과 같은 결의안을 제안하여 만장일치로 통과되었다(기권 3명).
VII. 회의는 각도 공간 및 시간 분할에 대한 십진법 시스템의 적용을 규제하고 확장하기 위한 기술 연구가 재개되어, 실제적인 이점을 제공하는 모든 경우에 이 적용이 확장될 수 있기를 희망한다.
1890년대, 툴루즈 지리 학회 회장인 조제프 샤를 프랑수아 드 레-파일라데는 하루를 100개의 부분(세, cés)으로 나누고, 각 세는 14.4 표준분과 같으며, 다시 10데시세, 100센티세 등으로 나누는 것을 제안했다. 툴루즈 상공회의소는 1897년 4월에 그의 제안을 지지하는 결의안을 채택했다. 널리 발표되었음에도 불구하고, 이 제안은 거의 지지를 얻지 못했다.
프랑스는 1897년 경도국이 수학자 앙리 푸앵카레를 비서로 하여 시간 십진화 위원회(Commission de décimalisation du temps)를 설립하면서 시간의 십진화를 다시 시도했다. 위원회는 원래 오랑 지리 학회의 앙리 드 사라토이 제안한 타협안을 채택했는데, 24시간제를 유지하되 각 시간을 100십진분으로, 각 분을 100초로 나누는 것이었다. 이 계획은 받아들여지지 않았고 1900년에 폐기되었다.

### 스위스

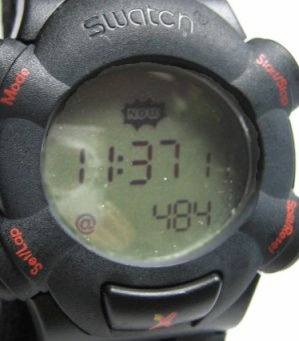
디스플레이 하단에 .beat 시간을 표시하는 스와치 시계

1998년 10월 23일, 스위스 시계 회사인 스와치는 디지털 시계 라인에 인터넷 타임이라는 십진시를 도입했는데, 이는 하루를 000에서 999까지의 "비트"(.beats) 1,000개로 나누었다. @000은 자정이고, @500은 스위스의 중앙유럽 표준시로 정오 표준시이다 (세계시보다 1시간 빠르다).
스와치는 1비트보다 작은 단위를 명시하지 않았지만, 제3자 구현에서는 "센티비트" 또는 "서브비트"를 추가하여 확장된 정밀도를 제공했다: @248.00. 각 "센티비트"는 1비트의 100분의 1이었으므로, 프랑스식 십진초(0.864초)와 동일했다.
.beats와 centibeats를 사용할 때, 스와치 인터넷 타임은 하루를 1,000개의 프랑스식 십진분으로, 각 십진분을 100개의 십진초로 나누었다. 따라서 오후 9시는 표준시로 21:00:00이고, 확장된 스와치 인터넷 타임으로는 @875.00이었다.
스와치는 더 이상 인터넷 타임이 탑재된 디지털 시계를 판매하지 않는다.

## 변환
표준 하루에는 정확히 86,400 표준 초(SI의 현재 표준 초 정의 참조)가 있지만, 프랑스 십진시 체계에서는 하루에 100,000 십진초가 있었으므로, 십진초는 표준 초보다 13.6% 짧았다.
| 단위     | 초 (SI) | 분     | 시      | 시:분:초.초초초 |
| -------- | ------- | ------ | ------- | --------------- |
| 1 십진초 | 0.864   | 0.0144 | 0.00024 | 0:00:00.864     |
| 1 십진분 | 86.4    | 1.44   | 0.024   | 0:01:26.400     |
| 1 데시메 | 864     | 14.4   | 0.24    | 0:14:24.000     |
| 1 십진시 | 8,640   | 144    | 2.4     | 2:24:00.000     |

## 십진 시간
또 다른 일반적인 십진시 유형은 십진 시간(decimal hours)이다. 1896년 오랑 지리 학회(Oran Geographical Society)의 앙리 드 사라토(Henri de Sarrauton)는 하루의 24시간을 각각 100십진분으로, 각 분을 100십진초로 나누는 것을 제안했다. 이 제안은 경도국의 지지를 받았지만 실패했지만, 분 대신 시간의 십진분수를 사용하여 하루의 시간을 나타내는 것은 흔해졌다.
십진 시간은 급여 회계 및 시간당 청구에 자주 사용된다. 타임 클럭은 일반적으로 하루의 시간을 10분의 1시간 또는 100분의 1시간 단위로 기록한다. 예를 들어, 08:30은 08.50으로 기록된다. 이는 분과 시간 간의 변환 필요성을 제거하여 회계를 더 쉽게 하기 위함이다.
복잡한 환경에서 시간을 더하는 것이 일반적인 항공 목적의 경우, 시간 추적은 시간의 소수 부분을 기록함으로써 단순화된다. 예를 들어, 1:36에 2:36을 더하여 3:72를 얻고 이를 4:12로 변환하는 대신, 1.6에 2.6을 더하여 4.2시간을 얻을 수 있다.

## 분수일
하루의 시간은 때때로 과학 및 컴퓨터에서 하루의 십진 분수로 표현된다. 표준 24시간제는 자정 이후 경과된 시간을 24로 나누어 십진분수로 만들어 분수일로 변환된다. 따라서 자정은 0.0일, 정오는 0.5일 등이 되며, 다음을 포함한 모든 유형의 날짜에 추가될 수 있다. 이들은 모두 동일한 순간을 나타낸다.
- 그레고리안 날짜: 2000년 1월 1.5일
- 두 줄 요소: 00001.50000000
- 율리우스일: 2451545.0
- 엑셀 일련 날짜: 36526.5

정밀도를 위해 필요한 만큼 많은 소수 자리를 사용할 수 있으므로 0.5 d = 0.500000 d이다. 분수일은 종종 UTC 또는 TT로 계산되지만, 율리우스일은 1925년 이전의 천문학적 날짜/시간을 사용하고(각 날짜는 정오에 ".0"으로 시작), 마이크로소프트 엑셀은 컴퓨터의 현지 시간대를 사용한다. 분수일을 사용하면 시간 계산의 단위를 네 가지(일, 시, 분, 초)에서 단 하나(일)로 줄일 수 있다.
분수일은 천문학자들이 관측을 기록하는 데 자주 사용되며, 18세기 프랑스 수학자이자 천문학자 피에르시몽 드 라플라스 후작에 의해 파리 평균시에 비례하여 다음과 같은 예시로 표현되었다.

... 그리고 근일점 거리는 1.053095와 같습니다. 이는 자정부터 계산된 평균 시간으로 9월 29일j10239에 근일점 통과 순간을 주었습니다.

이전의 a, b, h, l 값은 세 가지 관측에 따라 근일점 거리는 1.053650과 같으며, 통과 순간은 9월 29일j04587으로 나타났습니다. 이는 다섯 가지 관측에 기반한 결과와 거의 다르지 않습니다. — 피에르시몽 드 라플라스 후작, 천체역학 논고(Traité de Mécanique Céleste)

분수일은 그 이후로 천문학자들이 계속 사용해왔다. 예를 들어, 19세기 영국 천문학자 존 허셜은 다음과 같은 예시를 제시했다.

1829년 3월 22일 정오와 23일 정오 사이에 1828번째 춘분년이 끝나고 1829번째가 시작됩니다. 이는 0d·286003, 즉 그리니치 평균시로 6h 51m 50s·66에 일어납니다 ... 예를 들어, 그리니치 평균시 12h 0m 0s, 또는 0d·500000... — 존 허셜, 천문학 개요

분수일은 궤도 요소의 에포크를 표현하는 데 흔히 사용된다. 십진 분수는 일반적으로 자연물체의 경우 달력 날짜 또는 율리우스일에 추가되거나, 인공위성의 경우 두 줄 요소의 순서 날짜에 추가된다.

## 초의 십진 배수 및 분수
초는 국제단위계 (SI)의 시간 단위이다. 또한 C를 비롯한 많은 프로그래밍 언어에서 표준 단일 단위 시간 표현이며, 리눅스, 맥 OS X 등에서 사용되는 UNIX/POSIX 표준의 일부이다. 분수일을 분수 초로 변환하려면 숫자에 86400을 곱한다. 분수 초는 밀리초(ms), 마이크로초(μs) 또는 나노초(ns)로 표현된다. 절대 시간은 일반적으로 1970년 1월 1일 자정 UT를 기준으로 표현된다. 다른 시스템은 다른 기준점(예: 유닉스 시간)을 사용할 수 있다.
원칙적으로 1초보다 긴 시간 간격은 킬로초(ks), 메가초(Ms), 기가초(Gs), 테라초 등과 같은 단위로 주어질 수 있다. 이 단위들은 기술 문헌에서 가끔 발견되지만, 분, 시, 일, 년과 같은 전통적인 단위가 훨씬 더 흔하며, SI와 함께 사용이 허용된다.
하루의 시간을 자정 이후 경과된 킬로초 수로 지정할 수 있다. 따라서 오후 3시 45분이라고 말하는 대신 (하루의 시간) 56.7 ks라고 말할 수 있다. 하루에는 정확히 86.4 ks가 있다 (각 킬로초는 16분 40초의 기존 시간과 같다). 그러나 이 명칭은 실제로는 거의 사용되지 않는다.

## 과학 십진시
과학자들은 종종 시간을 십진법으로 기록한다. 예를 들어, 십진일은 하루를 10등분하고, 십진년은 1년을 10등분한다. 십진법은 육십진법을 사용하는 (a) 분과 초, (b) 불규칙한 월 길이를 가지는 시, 월, 일보다 그래프를 그리기 쉽다. 천문학에서는 소위 율리우스일이 그리니치 정오를 중심으로 한 십진일을 사용한다.
십진분 안의 초
1분은 60초이므로 10분의 1은 ⁠60/10⁠ = 6초이다.
| 십진분 | 0.1 | 0.2 | 0.3 | 0.4 | 0.5 | 0.6 | 0.7 | 0.8 | 0.9 | 1.0 |
| 초     | 6s  | 12s | 18s | 24s | 30s | 36s | 42s | 48s | 54s | 60s |

십진시 안의 분
1시간은 60분이므로 10분의 1은 ⁠60/10⁠ = 6분이다.
| 십진시 | 0.1 | 0.2 | 0.3 | 0.4 | 0.5 | 0.6 | 0.7 | 0.8 | 0.9 | 1.0 |
| 분     | 6m  | 12m | 18m | 24m | 30m | 36m | 42m | 48m | 54m | 60m |

십진일 안의 시간
하루는 24시간이므로 10분의 1은 ⁠24/10⁠ = 2.4시간(2시간 24분)이다.
| 십진일 | 0.1    | 0.2    | 0.3    | 0.4    | 0.5 | 0.6     | 0.7     | 0.8     | 0.9     | 1.0 |
| 시/분  | 2h 24m | 4h 48m | 7h 12m | 9h 36m | 12h | 14h 24m | 16h 48m | 19h 12m | 21h 36m | 24h |

십진년의 길이
1년은 약 365일이므로, 1년의 10분의 1은 약 ⁠365/10⁠ = 36.5일이다. 따라서 2020.5년은 2020년 7월 2일을 나타낸다. 더 정확히 말하면, 율리우스년은 정확히 365.25일이므로, 1년의 10분의 1은 36.525일(36일 12시간 36분)이다.
| 십진년    | 0.0           | 0.1           | 0.2            | 0.3            | 0.4           | 0.5           | 0.6           | 0.7            | 0.8             | 0.9             | 1.0           |
| 일        | 0             | 36.525        | 73.050         | 109.575        | 146.100       | 182.625       | 219.150       | 255.675        | 292.200         | 328.725         | 365.250       |
| 날짜 시간 | 1월 1일 00:00 | 2월 6일 12:36 | 3월 15일 01:12 | 4월 20일 13:48 | 5월 27일 2:24 | 7월 1일 15:00 | 8월 8일 03:36 | 9월 13일 16:12 | 10월 20일 04:48 | 11월 25일 17:24 | 1월 1일 06:00 |

이러한 값들은 율리우스년을 기반으로 하며, 천문학 및 관련 과학에서 사용될 가능성이 가장 높다. 그레고리력의 100 대 400 윤년 예외 규칙을 고려한 그레고리년은 365.2425일(400년 주기 동안의 평균 연도 길이)이며, 결과적으로 0.1년은 36.52425일(3155695.2초; 36일 12시간 34분 55.2초)의 기간이 된다.

## 기타 십진시
수많은 개인들이 하루를 다양한 수의 단위와 하위 단위로 나누고 다른 이름을 붙이는 다양한 십진시를 제안했다. 대부분은 분수일을 기반으로 하므로, 한 십진시 형식을 다른 형식으로 쉽게 변환할 수 있으며, 다음 모든 것이 동일하다.
- 0.500일
- 5십진시
- @500.beats 스와치 인터넷 타임 (위 참조)
- 50.0ks 또는 cs (센티일)
- 500밀리일
- 하루의 시간 비율로 50.0%
- 12:00 표준시

일부 십진시 제안은 다른 미터 시간 단위를 기반으로 한다. 미터 시간과 십진시의 차이점은 미터 시간은 시간 간격을 측정하는 단위(정지 시계로 측정)를 정의하고, 십진시는 하루의 시간(시계로 측정)을 정의한다는 것이다. 표준 시간이 초라는 미터 시간 단위를 기반으로 하는 것처럼, 제안된 십진시 척도도 대체 미터 단위를 사용할 수 있다.
가상의 스타 트렉 세계에서는 각 우주력 증분이 1밀리년을 나타내며, 2323년을 기준으로 2401년까지 78년이 계산된다. 소수점은 분수일을 나타낸다. 따라서 우주력은 두 가지 유형의 십진시의 조합이다. 2023년에서 78년 전은 1945년이다.

## 같이 보기
- 12시간제
- 24시간제
- 백분각
- 십진 달력
- 십육진 시간
- 특이한 측정 단위 목록
- 미터 시간
- 우주력 (스타 트렉)
- 유닉스 시간